# Zapolje Brodsko
Zapolje Brodsko – wieś w Chorwacji, w żupanii primorsko-gorskiej, w mieście Delnice. W 2011 roku liczyła 34 mieszkańców.